# ناتالی تروندی
ناتالی تروندی (انگلیسی: Natalie Trundy؛ ۵ اوت ۱۹۴۰ – ۵ دسامبر ۲۰۱۹) بازیگر تلویزیون، سینما و مجری اهل ایالات متحده آمریکا بود. وی بین سال‌های ۱۹۵۳ تا ۱۹۷۸ میلادی فعالیت می‌کرد.
از فیلم‌ها یا برنامه‌های تلویزیونی که وی در آن نقش داشته‌است می‌توان به در زیر سیاره میمون‌ها، فرار از سیاره میمون‌ها، فتح سیاره میمون‌ها، و نبرد برای سیاره میمون‌ها اشاره کرد.

## اوایل زندگی
تروندی در بوستون، ایالت ماساچوست متولد شد. پدر او ایتالیایی و مادرش ایرلندی بود. پدرش مدیریت شرکت بیمه را برعهده داشت و ثروتمند بود. وقتی تروندی در سنین جوانی بود، شغل پدرش باعث شد که خانواده اش به نیویورک نقل مکان کنند. او در نیویورک در مدرسه مری‌مونت تحصیل کرد.

## تئاتر
تروندی وقتی ۱۲ سال داشت، در تئاتر برادوی تست بازیگری داد و توانست نقش کاراکتر ۱۵ ساله ای به نام نانسی در نمایشنامه دختری می‌تواند تعریف کند را بگیرد بدون اینکه تهیه‌کنندگان در طول آزمون بازیگری متوجه شوند که او برای ایفای این نقش، سن کمتری دارد.

## فیلم‌شناسی
او حرفه بازیگری در سینما را در سال ۱۹۶۲ و با فیلم آقای هابز به تعطیلات می‌رود شروع کرد. در ماه مه سال ۱۹۶۳، در سانحه رانندگی دچار بیرون زدگی دیسک کمر شد و این اتفاق، موجب وقفه ای در حرفه او شد چرا که مدت زیادی را برای بهبودی گذراند.
شوهر دوم تروندی، آرتور پ جاکوبز تهیه‌کننده فیلم سینمایی و تلویزیونی بود و برای شرکت APJAC کار می‌کرد. این شرکت تهیه کنندگی و ساخت سری فیلم‌های سیاره میمون‌ها را برعهده گرفت. در اوایل سال ۱۹۷۰، تروندی نقش آلبینای جهش یافته تله پاتیک را در فیلم در زیر سیاره میمون‌ها برعهده گرفت. او در اوایل سال ۱۹۷۰ نقش دکتر استفانی برنتون را در فیلم فرار از سیاره میمون‌ها و در نهایت در فیلم‌های فتح سیاره میمون‌ها و نبرد برای سیاره میمون‌ها در نقش لیزا، یک شامپانزه بازی کرد.
آخرین فیلم تروندی در سال ۱۹۷۴ و با بازی در فیلم هاکلبری فین بود که این فیلم نیز توسط شرکت APJAC تهیه شد.

## فعالیت در تلویزیون
ستون نویس روزنامه، ارسکین جانسون، روزی تروندی را شخصی که الکلی نیست و بین سنین ۱۱ تا ۱۶ سالگی در تلویزیون درخشید، توصیف کرد و همچنین افزود که او در میان ۲۰۰ برنامه تلویزیونی در نیویورک و روزهای اولیه رایج گردیدن استفاده از تلویزیون، با شهرت چندانی در آن حضور پیدا نکرد.
هنگامی که تروندی و صنعت تلویزیون به اوج شهرت رسیدند، او در برنامه‌های تلویزیونی حضور پیدا کرد و مشهور شد. برای مثال در سال ۱۹۶۰، در اپیزود دنور مک‌کی و سریال تلویزیونی بونانزا، در سال ۱۹۶۳ در اپیزود قضیه پرتقال‌های طلایی و در سال ۱۹۶۳ در سریال منطقه نیمه‌روشن و در نهایت به‌عنوان مهمان در اپیزود آلفرد هیچکاک تقدیم می‌کند شرکت کرد. آخرین حضور او در تلویزیون در سال ۱۹۷۸ بود.

## تهیه کنندگی
تروندی پس از مرگ همسر دومش، آرتور پ جاکوبز ، کنترل کمپانی همسرش، APJAC را برعهده گرفت.

## زندگی شخصی
تروندی پنج بار ازدواج کرد. اولین ازدواج او در سپتامبر سال ۱۹۵۹ و در سن ۱۹ سالگی بود که با میلیونر ۲۲ ساله، چارلز هریسون، ازدواج کرد، اما خیلی زود و در سال ۱۹۶۰ از یکدیگر طلاق گرفتند. او بیوه همسر دومش، تهیه‌کننده فیلم، آرتور پ جاکوبز بود.
تروندی از ازدواج شش ساله با سومین همسرش، روبرتو فوجیا دو فرزند متولد سال‌های ۱۹۷۶ و ۱۹۷۷ داشت. همچنین او ازدواج کوتاه مدتی با اسکات کریستل در سال ۱۹۸۰ داشت و در سال ۱۹۸۵ نیز با آندرس لوپز ازدواج کرد.

## گزیده فیلم‌شناسی
- سال‌های بی‌خیالی (۱۹۵۷)
- در زیر سیاره میمون‌ها (۱۹۷۰)
- فرار از سیاره میمون‌ها (۱۹۷۱)
- فتح سیاره میمون‌ها (۱۹۷۲)
- نبرد برای سیاره میمون‌ها (۱۹۷۳)
- هاکلبری فین (۱۹۷۴)